# Der falsche General
Der falsche General (Originaltitel: Il generale della Rovere) ist ein während des Zweiten Weltkriegs spielendes, italienisch-französisches Filmdrama aus dem Jahre 1959. Unter der Regie von Roberto Rossellini spielen Vittorio de Sica als Titelheld und Hannes Messemer als sein deutscher Gegenspieler. Der Film nach einer Erzählung von Indro Montanelli soll auf einer wahren Begebenheit beruhen.

## Handlung
Genua, Winter 1943. Emanuele Bardone ist ein typischer Kleingauner jener Zeit, der sich durch die schweren Kriegsjahre irgendwie durchzumogeln versucht. Mit Charme, Gewitztheit und einem gewissen Maß an Chuzpe gelingt es ihm, sich mit seinen Betrügereien finanziell über Wasser zu halten. Selbst vor dem Leid der Verwandten von einsitzenden italienischen Partisanen und Widerstandskämpfern macht er nicht halt. Er nötigt deren Verwandten Geld ab, die ihm vertrauensvoll alles übergeben, im Glauben, er würde sich für die Inhaftierten einsetzen. Trotz all des Geldes, das er mit der betrogenen Hoffnung auf Rettung der Einsitzenden einnimmt, ist Bardone regelmäßig pleite, denn seine Spielsucht bringt ihn immer wieder an den Rand des Ruins. Seine Lebensgefährtin, die Tänzerin Valeria, muss ihm gelegentlich aus der selbst verschuldeten Malaise heraushelfen. Eines Tages hat Bardone es mit seiner Cleverness übertrieben. Eine Frau, der er wieder einmal Geld abgeknöpft hat, weil sie glaubte, er könne etwas für ihren gefangengenommenen Gatten tun, bringt in Erfahrung, dass die Deutschen ihn längst erschossen haben. Daraufhin denunziert sie Bardone beim Feind. Er gerät infolgedessen in die Hände der Deutschen. Sein Gegenüber, der SS-Standartenführer Müller, scheint nicht zu Späßen aufgelegt und macht Bardone klar, dass ihm die Todesstrafe droht, sollte er nicht mit seiner Dienststelle kooperieren.
Müller verlangt von Bardone, er solle den irrtümlich von deutschen Soldaten erschossenen Badoglio-General Giovanni Braccioforte della Rovere spielen, einen Anhänger des Widerstands. In dieser Maskerade solle Bardone zu Widerstandskämpfern in das Gefängnis San Vittore in Mailand eingeschleust werden, um von den Mitgefangenen eine zentrale Information zu ergattern: den wahren Namen des Anführers der Widerständler, den man nur unter dem Decknamen „Fabrizio“ kennt. Nolens volens schlüpft Bardone in diese Rolle und spielt bald den General della Rovere derart perfekt, dass er bald selbst an seine wahre Berufung als Anführer der Widerstandsbewegung glaubt. Aus dem miesen Gauner und Abzocker, der bislang auf Kosten der von ihm betrogenen Menschen gelebt hatte, beginnt ein neuer Mensch zu werden. Bardone entdeckt verlorengegangene Werte von einst ebenso wieder wie seine Vaterlandsliebe und den Anstand. Obwohl Müller ihm die Freiheit versprochen hat, wenn er die wahre Identität „Fabrizios“ aufdeckt, wechselt Bardone angesichts seiner inneren Läuterung die Seiten und beginnt SS-Müller hinzuhalten. Jetzt können auch eine Million Lire als Judaslohn und Müllers Versprechen auf eine freie Ausreise in die Schweiz nichts mehr bewirken: Bardone zieht es lieber vor, sich erschießen zu lassen als zum Verräter zu werden. Und so wird er, zusammen mit zehn anderen Männern, darunter auch Juden, von deutschen Soldaten exekutiert, nicht ohne zuvor mit einigem Pathos „Es lebe Italien!“ zu rufen.

## Produktionsnotizen
Der falsche General wurde im Juli und August 1959 innerhalb von sechs Wochen in Italien abgedreht. Seine Uraufführung erlebte er am 30. August 1959 während der Internationalen Filmfestspiele von Venedig in einer Rohfassung, da sich das Endmaterial noch im Schnitt befand. Der offizielle Massenstart in Italien erfolgte am 7. Oktober 1959. Die bundesdeutsche Erstaufführung fand am 14. April 1960 statt.
Die Bauten stammen aus der Hand von Co-Drehbuchautor Piero Zuffi, die Kostüme entwarf Vera Marzot.
Diese Produktion bedeutete für Regisseur Rossellini nach fünf Jahren Spielfilmpause und der einhergehenden Trennung von seiner Ehefrau  Ingrid Bergman, mit der er bis zuletzt (1954) regelmäßig gedreht hatte, die Rückkehr zum Unterhaltungskino und zugleich zum filmischen Neorealismus.

## Auszeichnungen
Der falsche General wurde mit zahlreichen Preisen bedacht und für mehrere weitere Auszeichnungen nominiert:
- Goldener Löwe 1959 auf den Internationalen Filmfestspielen von Venedig an Roberto Rossellini.
- OCIC-Preis für Rossellini (ebenfalls Venedig 1959)
- besondere Erwähnung von Hannes Messemer (ebenfalls Venedig 1959)
- bester Film auf dem San Francisco International Film Festival (1959)
- bester Hauptdarsteller (de Sica) ebenda
- bester Nebendarsteller (Messemer), ebenda
- beste Regie (Rossellini), ebenda
- bestes Drehbuch, ebenda
- NBR Award vom National Board of Review, (1960)
- Silbernes Band vom Verband italienischer Filmjournalisten (1960)
- den Sant Jordi-Preis (1961)
- Oscar-Nominierung in der Kategorie „Bestes Originaldrehbuch“ (1962)

## Kritiken
„Dieser Film sollte mit der Rückkehr zur Thematik des Widerstands das künstlerische Comeback des Regisseurs Roberto Rossellini (Rom, offene Stadt) herbeiführen, der letzthin mannigfache Fehlschläge hinnehmen mußte. Die solide Basis bildet eine Geschichte von Indro Montanelli, die auf ein wirkliches Vorkommnis zurückgeht: Ein kleiner neapolitanischer Gauner gerät 1944 in die Fänge der SS, deren Chef ihm die Freilassung verspricht, wenn er sich als gefangener Badoglio-General in ein Partisanengefängnis einschmuggeln läßt, um dort die Identität eines wichtigen Gefangenen auszukundschaften. Der Gauner übernimmt die Rolle, spielt sich aber so sehr in sie hinein, daß er den verlangten Verrat nicht begeht, sondern sich, den Ruf ‚Es lebe Italien!‘ auf den Lippen, mit den Partisanen hinrichten läßt. In dieser Geschichte und dem komödiantischen Spiel Vittorio de Sicas erschöpft sich der Reiz des Films – die Regie ist praktisch abwesend.“

In Filme 1959/61 ist folgendes zu lesen: „Die psychologische Schilderung geriet nicht überzeugend, das Dokumentarische dagegen ist von eindringlich mahnender Kraft.“
Im Lexikon des Internationalen Films heißt es: „Rossellinis Film krankt an einer unausgewogenen Mischung aus psychologisierendem Pathos und dokumentarischer Schlichtheit. Der komödiantisch versierte Hauptdarsteller drängt das neorealistisch gestaltete Zeitkolorit völlig in den Hintergrund.“
„Wie er es zuvor mit Ingrid Bergman tat, treibt Roberto Rossellini seinen ersten männlichen Star Vittorio De Sica bis ans Ende der Nacht, zum extremsten Elend, wo Scheitern und Sieg in eins fallen.“
Das große Personenlexikon des Films schrieb in Rossellinis Biografie: „Die Serie von künstlerischen wie kommerziellen Flops endete erst 1959, zwei Jahre nach der Trennung Bergmans von Rossellini. Der Italiener besann sich seiner neorealistischen Wurzeln und kehrte in die Welt zurück, die er 1945 in Rom, offene Stadt mit so großer Wirkung evoziert hatte. Der falsche General und Es war Nacht in Rom beschworen erneut die Schrecken von Krieg und Faschismus für das Individuum.“